# 12e étape du Tour de France 2024
Pour un article plus général, voir Tour de France 2024.
La 12e étape du Tour de France 2024 se déroule le jeudi 11 juillet 2024 entre Aurillac dans le Cantal et Villeneuve-sur-Lot en Lot-et-Garonne, sur une distance de 203,6 kilomètres.

## Parcours
Cette étape de plaine comprend tout de même trois côtes classées en 4e catégorie et placées en milieu du parcours avant une arrivée à Villeneuve-sur-Lot. Parmi ces côtes, celle vers Rocamadour est abordée dans le sens inverse du contre-la-montre de la 20e étape du Tour de France 2022.

## Déroulement de la course
L'échappée du jour est constituée de trois coureurs français : Anthony Turgis, Valentin Madouas et Quentin Pacher ainsi que du porteur du maillot à pois par procuration, le Norvégien Jonas Abrahamsen qui passe en tête au sommet des trois côtes de 4e catégorie. L'échappée ne dépasse pas les deux minutes d'avance sur le peloton contrôlé par les équipes de sprinteurs. Turgis se relève dans la côte de Montcléra à 69 kilomètres de l'arrivée alors que les trois autres fuyards sont repris par le peloton à 42 kilomètres du terme. Un importante chute provoquée par Alexey Lutsenko met au sol bon nombre de coureurs à 12 kilomètres de l'arrivée faisant plusieurs victimes dont Primož Roglič qui tarde à repartir. Le sprint est gagné par le maillot vert Biniam Girmay qui remporte un troisième succès sur ce Tour. Wout van Aert, gêné par Arnaud Démare (initialement troisième mais qui sera déclassé, tout comme Mark Cavendish, cinquième), aurait sans doute pu l'emporter et termine deuxième. Roglič passe la ligne d'arrivée avec près de deux minutes et trente secondes de retard.

## Résultats
Cette section présente les résultats et prix obtenus au cours de l'étape.

### Classement de l'étape
| Classement de la 12e étape | Classement de la 12e étape | Classement de la 12e étape | Classement de la 12e étape | Classement de la 12e étape |
|                            | Coureur                    | Pays                       | Équipe                     | Temps                      |
| -------------------------- | -------------------------- | -------------------------- | -------------------------- | -------------------------- |
| 1er                        | Biniam Girmay              | Érythrée                   | Intermarché-Wanty          | en 4 h 17 min 15 s         |
| 2e                         | Wout van Aert              | Belgique                   | Team Visma-Lease a Bike    | + 0 s                      |
| 3e                         | Pascal Ackermann           | Allemagne                  | Israel-Premier Tech        | + 0 s                      |
| 4e                         | Jasper Philipsen           | Belgique                   | Alpecin-Deceuninck         | + 0 s                      |
| 5e                         | Arnaud De Lie              | Belgique                   | Lotto Dstny                | + 0 s                      |
| 6e                         | Alexander Kristoff         | Norvège                    | Uno-X Mobility             | + 0 s                      |
| 7e                         | Phil Bauhaus               | Allemagne                  | Bahrain Victorious         | + 0 s                      |
| 8e                         | Bryan Coquard              | France                     | Cofidis                    | + 0 s                      |
| 9e                         | Dylan Groenewegen          | Pays-Bas                   | Team Jayco AlUla           | + 0 s                      |
| 10e                        | Ryan Gibbons               | Afrique du Sud             | Lidl-Trek                  | + 0 s                      |
| modifier                   |                            |                            |                            |                            |

### Bonifications en temps
|   | Coureur          | Pays      | Équipe                  | Secondes |
| - | ---------------- | --------- | ----------------------- | -------- |
| 1 | Biniam Girmay    | Érythrée  | Intermarché-Wanty       | 10 s     |
| 2 | Wout van Aert    | Belgique  | Team Visma-Lease a Bike | 6 s      |
| 3 | Pascal Ackermann | Allemagne | Israel-Premier Tech     | 4 s      |

### Points attribués
| Sprint intermédiaire Gourdon (km 110) | Sprint intermédiaire Gourdon (km 110) | Sprint intermédiaire Gourdon (km 110) | Sprint intermédiaire Gourdon (km 110) | Sprint intermédiaire Gourdon (km 110) |
| ------------------------------------- | ------------------------------------- | ------------------------------------- | ------------------------------------- | ------------------------------------- |
|                                       | Coureur                               | Pays                                  | Équipe                                | Point(s)                              |
| 1er                                   | Anthony Turgis                        | France                                | TotalEnergies                         | 20                                    |
| 2e                                    | Jonas Abrahamsen                      | Norvège                               | Uno-X Mobility                        | 17                                    |
| 3e                                    | Quentin Pacher                        | France                                | Groupama-FDJ                          | 15                                    |
| 4e                                    | Valentin Madouas                      | France                                | Groupama-FDJ                          | 13                                    |
| 5e                                    | Biniam Girmay                         | Érythrée                              | Intermarché-Wanty                     | 11                                    |
| 6e                                    | Jasper Philipsen                      | Belgique                              | Alpecin-Deceuninck                    | 10                                    |
| 7e                                    | Bryan Coquard                         | France                                | Cofidis                               | 9                                     |
| 8e                                    | Mike Teunissen                        | Pays-Bas                              | Intermarché-Wanty                     | 8                                     |
| 9e                                    | Laurenz Rex                           | Belgique                              | Intermarché-Wanty                     | 7                                     |
| 10e                                   | Ryan Gibbons                          | Afrique du Sud                        | Lidl-Trek                             | 6                                     |
| 11e                                   | Michael Matthews                      | Australie                             | Team Jayco AlUla                      | 5                                     |
| 12e                                   | Nélson Oliveira                       | Portugal                              | Movistar Team                         | 4                                     |
| 13e                                   | Silvan Dillier                        | Suisse                                | Alpecin-Deceuninck                    | 3                                     |
| 14e                                   | Tim Wellens                           | Belgique                              | UAE Team Emirates                     | 2                                     |
| 15e                                   | Robbe Ghys                            | Belgique                              | Alpecin-Deceuninck                    | 1                                     |
| modifier                              |                                       |                                       |                                       |                                       |

| Arrivée d'étape Villeneuve-sur-Lot (km 203,6) | Arrivée d'étape Villeneuve-sur-Lot (km 203,6) | Arrivée d'étape Villeneuve-sur-Lot (km 203,6) | Arrivée d'étape Villeneuve-sur-Lot (km 203,6) | Arrivée d'étape Villeneuve-sur-Lot (km 203,6) |
| --------------------------------------------- | --------------------------------------------- | --------------------------------------------- | --------------------------------------------- | --------------------------------------------- |
|                                               | Coureur                                       | Pays                                          | Équipe                                        | Point(s)                                      |
| 1er                                           | Biniam Girmay                                 | Érythrée                                      | Intermarché-Wanty                             | 50                                            |
| 2e                                            | Wout van Aert                                 | Belgique                                      | Team Visma-Lease a Bike                       | 30                                            |
| 3e                                            | Pascal Ackermann                              | Allemagne                                     | Israel-Premier Tech                           | 25                                            |
| 4e                                            | Jasper Philipsen                              | Belgique                                      | Alpecin-Deceuninck                            | 20                                            |
| 5e                                            | Arnaud De Lie                                 | Belgique                                      | Lotto Dstny                                   | 18                                            |
| 6e                                            | Alexander Kristoff                            | Norvège                                       | Uno-X Mobility                                | 16                                            |
| 7e                                            | Phil Bauhaus                                  | Allemagne                                     | Bahrain Victorious                            | 14                                            |
| 8e                                            | Bryan Coquard                                 | France                                        | Cofidis                                       | 12                                            |
| 9e                                            | Dylan Groenewegen                             | Pays-Bas                                      | Team Jayco AlUla                              | 10                                            |
| 10e                                           | Ryan Gibbons                                  | Afrique du Sud                                | Lidl-Trek                                     | 8                                             |
| 11e                                           | Marijn van den Berg                           | Pays-Bas                                      | EF Education-EasyPost                         | 6                                             |
| 12e                                           | Sam Bennett                                   | Irlande                                       | Decathlon-AG2R La Mondiale                    | 5                                             |
| 13e                                           | Clément Russo                                 | France                                        | Groupama-FDJ                                  | 4                                             |
| 14e                                           | Bram Welten                                   | Pays-Bas                                      | Team dsm-firmenich PostNL                     | 3                                             |
| 15e                                           | Jasper Stuyven                                | Belgique                                      | Lidl-Trek                                     | 2                                             |
| modifier                                      |                                               |                                               |                                               |                                               |

| \| Coureur \| Pays \| Équipe \| Points \| \| ----------------- \| ----------- \| --------------------- \| ----------- \| \| Arnaud Démare[3] \| France \| Arkéa-B&B Hotels \| - 13 points \| \| Mark Cavendish[3] \| Royaume-Uni \| Astana Qazaqstan Team \| - 13 points \| |             |                       |             |
| Coureur | Pays        | Équipe                | Points      |
| Arnaud Démare | France      | Arkéa-B&B Hotels      | - 13 points |
| Mark Cavendish | Royaume-Uni | Astana Qazaqstan Team | - 13 points |

### Cols et côtes
| Côte d'Autoire (km 62,8) 4e catégorie (2,7 km à 5,9 %) | Côte d'Autoire (km 62,8) 4e catégorie (2,7 km à 5,9 %) | Côte d'Autoire (km 62,8) 4e catégorie (2,7 km à 5,9 %) | Côte d'Autoire (km 62,8) 4e catégorie (2,7 km à 5,9 %) | Côte d'Autoire (km 62,8) 4e catégorie (2,7 km à 5,9 %) |
| ------------------------------------------------------ | ------------------------------------------------------ | ------------------------------------------------------ | ------------------------------------------------------ | ------------------------------------------------------ |
|                                                        | Coureur                                                | Pays                                                   | Équipe                                                 | Point(s)                                               |
| 1er                                                    | Jonas Abrahamsen                                       | Norvège                                                | Uno-X Mobility                                         | 1                                                      |
| modifier                                               |                                                        |                                                        |                                                        |                                                        |

| Côte de Rocamadour (km 84,3) 4e catégorie (2,0 km à 5,8 %) | Côte de Rocamadour (km 84,3) 4e catégorie (2,0 km à 5,8 %) | Côte de Rocamadour (km 84,3) 4e catégorie (2,0 km à 5,8 %) | Côte de Rocamadour (km 84,3) 4e catégorie (2,0 km à 5,8 %) | Côte de Rocamadour (km 84,3) 4e catégorie (2,0 km à 5,8 %) |
| ---------------------------------------------------------- | ---------------------------------------------------------- | ---------------------------------------------------------- | ---------------------------------------------------------- | ---------------------------------------------------------- |
|                                                            | Coureur                                                    | Pays                                                       | Équipe                                                     | Point(s)                                                   |
| 1er                                                        | Jonas Abrahamsen                                           | Norvège                                                    | Uno-X Mobility                                             | 1                                                          |
| modifier                                                   |                                                            |                                                            |                                                            |                                                            |

| \| Côte de Montcléra (km 135,5) 4e catégorie (2,0 km à 4,6 %) \| Côte de Montcléra (km 135,5) 4e catégorie (2,0 km à 4,6 %) \| Côte de Montcléra (km 135,5) 4e catégorie (2,0 km à 4,6 %) \| Côte de Montcléra (km 135,5) 4e catégorie (2,0 km à 4,6 %) \| Côte de Montcléra (km 135,5) 4e catégorie (2,0 km à 4,6 %) \| \| ---------------------------------------------------------- \| ---------------------------------------------------------- \| ---------------------------------------------------------- \| ---------------------------------------------------------- \| ---------------------------------------------------------- \| \| \| Coureur \| Pays \| Équipe \| Point(s) \| \| 1er \| Jonas Abrahamsen \| Norvège \| Uno-X Mobility \| 1 \| \| modifier \| \| \| \| \| |                  |         |                |          |
| Côte de Montcléra (km 135,5) 4e catégorie (2,0 km à 4,6 %) |                  |         |                |          |
| | Coureur          | Pays    | Équipe         | Point(s) |
| 1er | Jonas Abrahamsen | Norvège | Uno-X Mobility | 1        |
| modifier |                  |         |                |          |

### Prix de la combativité
- Quentin Pacher (Groupama-FDJ)

## Classements à l'issue de l'étape
Cette section présente le classement général et les différents classements annexes à l'issue de l'étape.

### Classement général
| Classement général | Classement général | Classement général | Classement général      | Classement général  |
|                    | Coureur            | Pays               | Équipe                  | Temps               |
| ------------------ | ------------------ | ------------------ | ----------------------- | ------------------- |
| 1er                | Tadej Pogačar      | Slovénie           | UAE Team Emirates       | en 49 h 17 min 49 s |
| 2e                 | Remco Evenepoel    | Belgique           | Soudal Quick-Step       | + 1 min 6 s         |
| 3e                 | Jonas Vingegaard   | Danemark           | Team Visma-Lease a Bike | + 1 min 14 s        |
| 4e                 | João Almeida       | Portugal           | UAE Team Emirates       | + 4 min 20 s        |
| 5e                 | Carlos Rodríguez   | Espagne            | Ineos Grenadiers        | + 4 min 40 s        |
| 6e                 | Primož Roglič      | Slovénie           | Red Bull-Bora-Hansgrohe | + 4 min 42 s        |
| 7e                 | Mikel Landa        | Espagne            | Soudal Quick-Step       | + 5 min 38 s        |
| 8e                 | Adam Yates         | Royaume-Uni        | UAE Team Emirates       | + 6 min 59 s        |
| 9e                 | Juan Ayuso         | Espagne            | UAE Team Emirates       | + 7 min 9 s         |
| 10e                | Giulio Ciccone     | Italie             | Lidl-Trek               | + 7 min 36 s        |
| modifier           |                    |                    |                         |                     |

| Classement par points | Classement par points | Classement par points | Classement par points   | Classement par points |
| --------------------- | --------------------- | --------------------- | ----------------------- | --------------------- |
|                       | Coureur               | Pays                  | Équipe                  | Point(s)              |
| 1er                   | Biniam Girmay         | Érythrée              | Intermarché-Wanty       | 328 points            |
| 2e                    | Jasper Philipsen      | Belgique              | Alpecin-Deceuninck      | 221 pts               |
| 3e                    | Anthony Turgis        | France                | TotalEnergies           | 141 pts               |
| 4e                    | Jonas Abrahamsen      | Norvège               | Uno-X Mobility          | 124 pts               |
| 5e                    | Bryan Coquard         | France                | Cofidis                 | 117 pts               |
| 6e                    | Arnaud De Lie         | Belgique              | Lotto Dstny             | 114 pts               |
| 7e                    | Fernando Gaviria      | Colombie              | Movistar Team           | 100 pts               |
| 8e                    | Tadej Pogačar         | Slovénie              | UAE Team Emirates       | 88 pts                |
| 9e                    | Dylan Groenewegen     | Pays-Bas              | Team Jayco AlUla        | 87 pts                |
| 10e                   | Wout van Aert         | Belgique              | Team Visma-Lease a Bike | 84 pts                |
| modifier              |                       |                       |                         |                       |

| Classement du meilleur grimpeur | Classement du meilleur grimpeur | Classement du meilleur grimpeur | Classement du meilleur grimpeur | Classement du meilleur grimpeur |
| ------------------------------- | ------------------------------- | ------------------------------- | ------------------------------- | ------------------------------- |
|                                 | Coureur                         | Pays                            | Équipe                          | Point(s)                        |
| 1er                             | Tadej Pogačar                   | Slovénie                        | UAE Team Emirates               | 36 points                       |
| 2e                              | Jonas Abrahamsen                | Norvège                         | Uno-X Mobility                  | 36 pts                          |
| 3e                              | Jonas Vingegaard                | Danemark                        | Team Visma-Lease a Bike         | 28 pts                          |
| 4e                              | Remco Evenepoel                 | Belgique                        | Soudal Quick-Step               | 18 pts                          |
| 5e                              | Valentin Madouas                | France                          | Groupama-FDJ                    | 16 pts                          |
| 6e                              | Carlos Rodríguez                | Espagne                         | Ineos Grenadiers                | 12 pts                          |
| 7e                              | Stephen Williams                | Royaume-Uni                     | Israel-Premier Tech             | 10 pts                          |
| 8e                              | Frank van den Broek             | Pays-Bas                        | Team dsm-firmenich PostNL       | 9 pts                           |
| 9e                              | Primož Roglič                   | Slovénie                        | Red Bull-Bora-Hansgrohe         | 9 pts                           |
| 10e                             | Juan Ayuso                      | Espagne                         | UAE Team Emirates               | 8 pts                           |
| modifier                        |                                 |                                 |                                 |                                 |

| Classement général du meilleur jeune | Classement général du meilleur jeune | Classement général du meilleur jeune | Classement général du meilleur jeune | Classement général du meilleur jeune |
|                                      | Coureur                              | Pays                                 | Équipe                               | Temps                                |
| ------------------------------------ | ------------------------------------ | ------------------------------------ | ------------------------------------ | ------------------------------------ |
| 1er                                  | Remco Evenepoel                      | Belgique                             | Soudal Quick-Step                    | en 49 h 18 min 55 s                  |
| 2e                                   | Carlos Rodríguez                     | Espagne                              | Ineos Grenadiers                     | + 3 min 34 s                         |
| 3e                                   | Juan Ayuso                           | Espagne                              | UAE Team Emirates                    | + 6 min 3 s                          |
| 4e                                   | Matteo Jorgenson                     | États-Unis                           | Team Visma-Lease a Bike              | + 7 min 50 s                         |
| 5e                                   | Santiago Buitrago                    | Colombie                             | Bahrain Victorious                   | + 8 min 35 s                         |
| 6e                                   | Ben Healy                            | Irlande                              | EF Education-EasyPost                | + 11 min 2 s                         |
| 7e                                   | Javier Romo                          | Espagne                              | Movistar Team                        | + 14 min 35 s                        |
| 8e                                   | Ilan Van Wilder                      | Belgique                             | Soudal Quick-Step                    | + 32 min 10 s                        |
| 9e                                   | Oscar Onley                          | Royaume-Uni                          | Team dsm-firmenich PostNL            | + 53 min 23 s                        |
| 10e                                  | Tom Pidcock                          | Royaume-Uni                          | Ineos Grenadiers                     | + 53 min 34 s                        |
| modifier                             |                                      |                                      |                                      |                                      |

| Classement par équipes | Classement par équipes     | Classement par équipes | Classement par équipes |
|                        | Équipe                     | Pays                   | Temps                  |
| ---------------------- | -------------------------- | ---------------------- | ---------------------- |
| 1re                    | UAE Team Emirates          | Émirats arabes unis    | en 148 h 2 min 42 s    |
| 2e                     | Soudal Quick-Step          | Belgique               | + 21 min 3 s           |
| 3e                     | Ineos Grenadiers           | Royaume-Uni            | + 22 min 22 s          |
| 4e                     | Team Visma-Lease a Bike    | Pays-Bas               | + 24 min 14 s          |
| 5e                     | Red Bull-Bora-Hansgrohe    | Allemagne              | + 39 min 16 s          |
| 6e                     | Bahrain Victorious         | Bahreïn                | + 43 min 55 s          |
| 7e                     | Movistar Team              | Espagne                | + 47 min 3 s           |
| 8e                     | Lidl-Trek                  | États-Unis             | + 54 min 39 s          |
| 9e                     | EF Education-EasyPost      | États-Unis             | + 1 h 6 min 37 s       |
| 10e                    | Decathlon-AG2R La Mondiale | France                 | + 1 h 22 min 29 s      |
| modifier               |                            |                        |                        |

## Abandons
Six coureurs quittent la course :
- Pello Bilbao (Bahrain Victorious) : abandon[6]
- Søren Kragh Andersen (Alpecin-Deceuninck) : hors délais
- Jonas Rickaert (Alpecin-Deceuninck) : hors délais
- Fabio Jakobsen (Team dsm-firmenich PostNL) : abandon[6]
- Yevgeniy Fedorov (Astana Qazaqstan Team) : hors délais
- Michael Mørkøv (Astana Qazaqstan Team) : non partant (positif à la Covid-19[6])